# En directo (álbum de Héroes del Silencio)
En Directo es un EP grabado en directo por el grupo español Héroes del Silencio el día 8 de septiembre de 1989, en Villanueva del Arzobispo (Jaén).
Fue producido por Carlos Martos y Héroes del Silencio, y mezclado en Eurosonic (Madrid), los días 14 y 15 de septiembre de 1989.
De edición limitada, este disco salió a la venta en diciembre de 1989, con un tiraje de 5000 copias solo en España. Este a su vez se volvió a editar en la edición conmemorativa con el regreso de Héroes Del Silencio en 2007, aunque algunos fanes consideran solamente de valor al EP de la edición de 1989.
Este EP fue una forma de "mimar" a sus seguidores más asiduos; dado que el grupo no se encontraba conforme con el resultado y la sobre-producción de su primer álbum de estudio, El Mar No Cesa, sintieron la necesidad de mostrarle a los críticos y a sus seguidores que no eran un grupo prefabricado y que tenían presencia sobre el escenario.
El Vinilo En Directo fue todo un éxito comercial y se ha convertido en un verdadero objeto de culto que en el mercado negro alcanza cifras sólo reservadas para los fetiches de los grandes del Rock & Roll.

## Lista de canciones[2]
Todas las canciones compuestas por J. Valdivia, J. Cardiel, P. Andreu, y E. Ortíz de Landázuri.
| #  | Canción                       | Duración |
| -- | ----------------------------- | -------- |
| 1. | «Mar Adentro»                 | 4:07     |
| 2. | «No Más Lágrimas»             | 3:35     |
| 3. | «La Visión de Vuestras Almas» | 4:28     |
| 4. | «El Estanque»                 | 4:06     |
| 5. | «Olvidado»                    | 7:15     |

## Sencillos
| #  | Sencillo          | Fecha de publicación |
| -- | ----------------- | -------------------- |
| 1. | «No Más Lágrimas» | 1989                 |

## Créditos
- Enrique Bunbury - voz y guitarra acústica.
- Juan Valdivia - guitarra.
- Joaquín Cardiel - bajo eléctrico y coros.
- Pedro Andreu - batería.

### Productores
- Héroes del Silencio.
- Carlos Martos.
- Gustavo Montesano.
- Roberto Durruty.